# 尼科莱·谢普斯-斯奈德

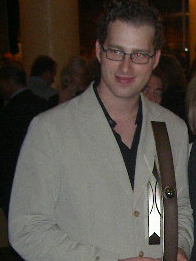
尼科莱·谢普斯-斯奈德（2004年）

尼科莱·谢普斯-斯奈德（Nikolaj Szeps-Znaider，1975年7月5日—），丹麦小提琴家、指挥家。 

## 生平
谢普斯-斯奈德出生于哥本哈根的一个波兰家庭，曾在维也纳师从鲍里斯·库什尼尔。他获得过1992年卡尔·尼尔森国际音乐比赛第一名、1995年梅纽因国际青少年小提琴比赛第三名、1997年伊丽莎白王后国际音乐比赛第一名，之后在茱莉亚学院师从多罗西·迪蕾。 
作为指挥家科林·戴维斯的学生，谢普斯-斯奈德曾在瑞典室内乐团、马林斯基剧院交响乐团担任首席客座指挥。2018年，里昂国立管弦乐团宣布谢普斯-斯奈德将于2020年开始担任该团音乐总监
谢普斯-斯奈德现为英国皇家音乐学院的客座教授。他演奏的乐器是一把克莱斯勒使用过的瓜爾內里名琴，由丹麦皇家剧院出借。